# 響 (吹雪型駆逐艦)
響（ひびき、響）は、日本海軍の駆逐艦。吹雪型駆逐艦（いわゆる特型駆逐艦）の22番艦（特III・暁型の2番艦）である。この名を持つ日本海軍の艦船としては神風型駆逐艦 (初代)「響」に続いて2隻目。アメリカ海軍は本艦をネームシップとみなし、響級駆逐艦 (HIBIKI Class DD) と識別していた。
太平洋戦争で戦火により3度の甚大な損傷を蒙ったにもかかわらず沈没せず、終戦まで生き残った強運ぶりと活躍から「不沈艦」、「不死鳥」、「戦争を生きのびる運命の艦」などと形容された。

## 艦歴
舞鶴工作部で1930年（昭和5年）2月21日起工され、1933年（昭和8年）3月31日竣工した。姉妹艦「雷」および「電」と共に第六駆逐隊に所属した。1934年（昭和9年）6月29日、連合艦隊の演習中に、第二水雷戦隊隷下の第6駆逐隊（電、雷、響）のうち「電」と「深雪」（第11駆逐隊）の衝突事故が発生、「深雪」は沈没した（7月5日、第11駆逐隊から除籍）。司令駆逐艦は「響」になった。
1937年（昭和12年）7月28日、日本海軍は第四水雷戦隊（軽巡木曾、第6駆逐隊、第10駆逐隊、第11駆逐隊）を新編した。 第四水雷戦隊は7月から8月にかけて支那事変（日中戦争）にともなう中国北部で船団護衛に従事。 同年8月17日から18日にかけて第四水雷戦隊の大部分は潜水母艦「長鯨」とともに旅順から上海へ海軍陸戦隊輸送に従事。 同年10月、第四水雷戦隊は第四艦隊 (2代目) に編入され、杭州湾上陸作戦に参加した。 1938年（昭和13年）1月10日、第6駆逐隊は青島上陸作戦に参加。 
1939年（昭和14年）4月17日、響は狭霧、暁とともにワシントンD.C.で客死した前駐米大使斎藤博の遺骨を乗せた重巡洋艦「アストリア (USS Astoria, CA-34) 」を先導。アストリアは出迎えの軽巡洋艦木曽と21発の礼砲をかわし、星条旗と日章旗を半旗に掲げて横浜港に入港する。午後、斎藤大使の骨壷の引渡し式が行われた。
1940年（昭和15年）11月、第一艦隊隷下の第一水雷戦隊に編入。間もなく12月から1941年8月まで三菱横浜船渠で特定修理が行われるが、その間タイ・フランス領インドシナ紛争停戦に関わる示威運動のため1941年（昭和16年）1月23日から4月1日まで日本を離れる。特定修理では、九三式探信儀と九一式方位盤を装備した。13ミリ機銃の25ミリ機銃への換装も計画されていたが、供給問題により換装は実施されず、この状態で太平洋戦争を迎えた。なお、特定修理の実施により紀元二千六百年を期して10月11日に東京湾で行われた奉祝観艦式には参加できず、乗員は名誉にあずかることができなかったことに悔しい思いをした。

### 1941年 - 1942年
1941年11月29日に第6駆逐隊第1小隊（暁、響）は柱島泊地を出撃し、馬公、三亜を経て12月11日にカムラン湾に入港。この間、太平洋戦争開戦前日の12月7日夕方に乗員が中国人で占められたイギリス船を拿捕し、カムラン湾に後送した。カムラン湾方面哨戒および、フィリピン攻略作戦のリンガエン湾上陸作戦支援に従事。1942年（昭和17年）1月12日にパラオに入港後は2月2日までダバオ、マナド、ケンダリ方面を行動する。2月5日にダバオを発って9日にカムラン湾に到着後は蘭印作戦に備えて18日まで待機。18日にカムラン湾出撃後、2月中はジャワ作戦船団護衛とバタビヤ沖海戦、3月はフィリピン方面の哨戒任務に参加する。3月19日にスービック湾内オロンガポを出発して志布志湾経由、4月3日に横須賀に帰投した。
横須賀に帰投後は4月6日から11日まで浦賀船渠に入渠整備を行い、出渠後は同地で修理が続行された。修理後は4月19日に「雷」、入れ替わる形で入渠整備を行った「暁」とともに横須賀を出港して瀬戸内海に向かい、5月20日付で北方部隊所属となる。同日、暁と共に大和型戦艦2号艦（武蔵）を護衛して長崎を出港、21日午後3時過ぎに呉へ到着して2号艦（武蔵）護衛任務を終えた。
5月22日に徳山港を出港して第四航空戦隊（龍驤、隼鷹）を大湊まで直衛し、キスカ島攻略部隊に編入の上、5月28日に大湊を出撃。AL作戦は順調のうちに進んでキスカ島も易々と攻略に成功した。
連合軍はキスカ島や、同様に占領されたアッツ島をすぐに奪還しようとせず、アメリカ陸軍航空軍や潜水艦で日本軍を牽制した。6月12日、「暁」とともにキスカ島近海を航行中に5機のB-24あるいはPBYカタリナ飛行艇の爆撃を受ける。投下された爆弾のうち1発が右舷艦首外板を貫通して喫水線付近の錨鎖庫で爆発し、ほかに3発が至近弾となった。爆撃による損傷により前部主砲周辺まで浸水し沈没の危険があったが、3時間あまりの応急修理の末に浸水をとめる事に成功する。「暁」の艦尾からの曳航により5ノット後進でキスカを発つが、6月15日未明、損傷で「舌状に突き出ていた」艦首が波浪によりたたかれて90度に折れ曲がり、垂れ下がってしまった。垂下部をワイヤーで固縛後後退を再開し、6月27日に大湊に帰投した。
大湊ではポンポン船に似た仮艦首が取り付けられ、7月11日あるいは12日に同地を出発、12日あるいは13日に横須賀に到着。この時点で艦首部は横須賀海軍工廠で建造されており、新艦首を取り付ける諸工事が7月18日から22日と9月18日から10月21日の二期間にわたって行われた。この間、第六駆逐隊の僚艦は8月28日付で第三艦隊（南雲忠一中将）配属となって南方へ回ることとなった。本艦は長期修理中のため行動を共にできず、ガダルカナル島の戦いには参加していない。

### 1943年

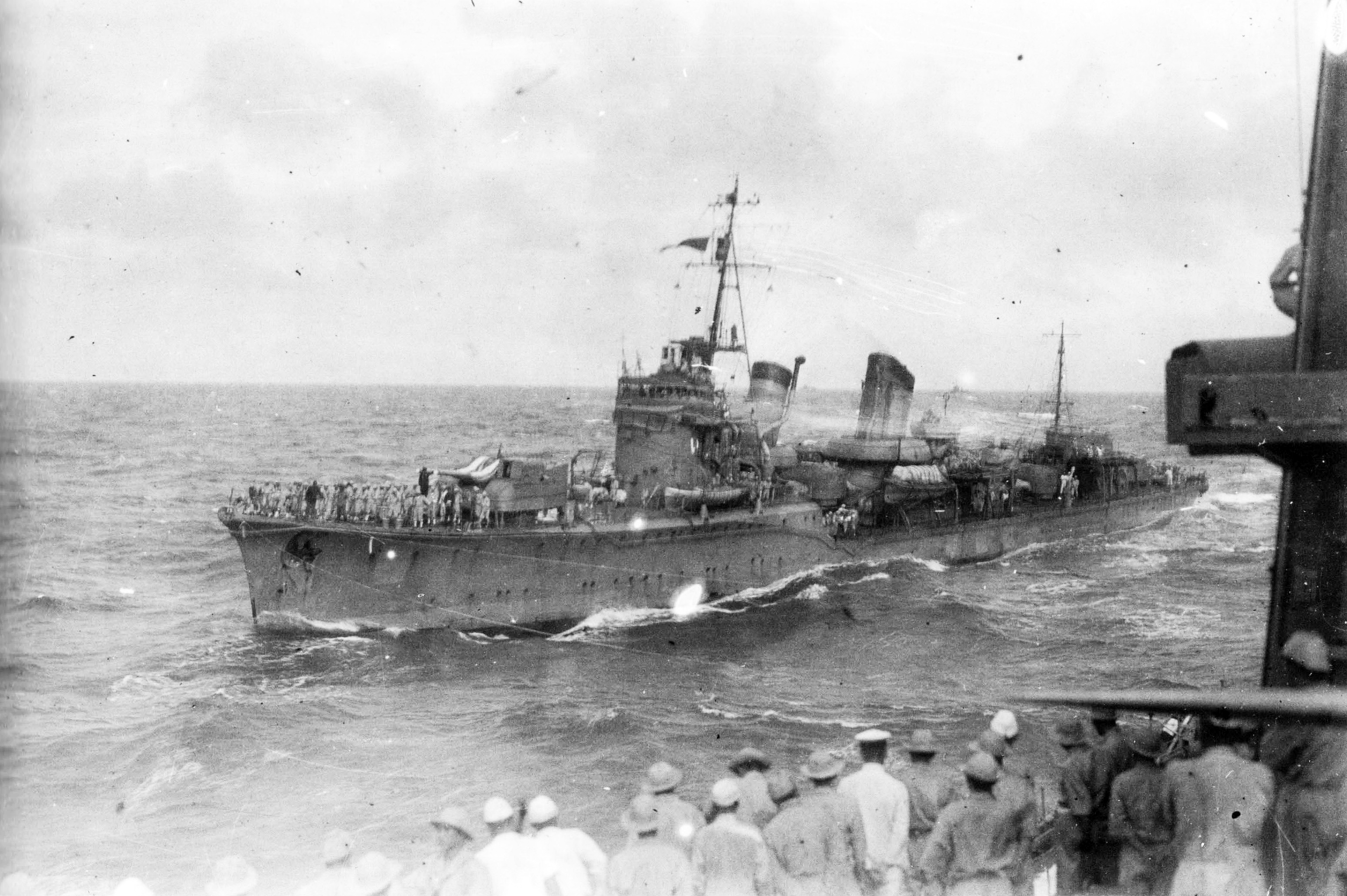
太平洋戦争開戦3日目の「響」

「響」は11月1日、軽空母「大鷹」を護衛して横須賀を出撃し、トラックに向かう。12月31日までの間に3往復し、12月31日に横須賀に到着後は1943年1月22日までの間、横須賀で修理が行われる。この修理で艦橋前に13ミリ連装機銃が装備された。修理を終えて2月1日には、「漣」とともに「大鷹」と「雲鷹」を護衛し、横須賀とトラックの間を4往復した。4月1日、訓練部隊の第十一水雷戦隊（司令官木村進少将）が新編され、第6駆逐隊も同水戦に編入される。4月24日に横須賀に到着後は瀬戸内海に回航され、各種目標艦となった。
5月12日にアッツ島の戦いが始まり、響は5月17日付で第五艦隊司令長官を指揮官とする“北方部隊”に編入され、アリューシャン方面の戦場に向かう。千島方面の対潜掃蕩に従事する一方で、6月29日から7月5日までの間、電波探知機（逆探）や大発動艇（大発）搭載装置の装備工事が行われた。2日後の7月7日、第1次のキスカ島撤退作戦に際して兵士収容部隊に属し、幌筵島を出撃する。第1次作戦は霧が晴れてきたため中止となり、部隊は7月18日に幌筵島に帰投。捲土重来を期した第2次作戦の発動までの間、燃料入りのドラム缶約100本を艦内に搭載し、その他竣工以来開けたことのない空間にも燃料が搭載できるよう、突貫工事が行われた。また、偽装煙突を取り付けた。7月22日からの第2次作戦は奇跡的に成功し、418名を収容して幌筵島に帰投した。
北方作戦の終了後は瀬戸内海での訓練任務に戻るが、その途中の8月9日から15日まで横須賀で魚雷発射管の改装が行われ、九三式魚雷の搭載が可能となった。その後は瀬戸内海に移ったが、魚雷発射訓練中に駆逐艦「島風」の発射した魚雷1本が誤って命中するという事故に遭い、再び横須賀に回航されて9月11日から16日の間に修理が行われた。この修理では、艦橋前の13ミリ連装機銃の25ミリへの換装が実施された。修理後は9月15日付で編入された、関東軍輸送のための丁二号輸送部隊に属し、水上機母艦「秋津洲」、特設潜水母艦「平安丸」（日本郵船、11,616トン）とともに横須賀を発って上海に回航ののち、9月20日に上海を出撃して10月8日まで部隊の護衛にあたった。11月上旬にジャカルタ方面を行動したあと、12月には陸軍部隊をトラックからミレ島およびクサイ島まで輸送した。12月20日付で連合艦隊付属となり、12月27日に駆逐艦3隻（浜風、響、雷）で第二航空戦隊の空母2隻（飛鷹、龍鳳）を護衛してトラックを出撃、1944年1月2日に呉に到着した。

### 1944年
1月6日、「電」および「薄雲」とともにマニラへの航空機輸送任務を行う空母「海鷹」と「神鷹」の護衛のため佐伯を出港するが、「神鷹」の機関不調により輸送作戦は一時中止となった。12日に「神鷹」と「薄雲」を外し、海鷹隊3隻で再度佐伯を出撃し、1月16日にマニラに到着。以後シンガポール、タラカン島、パラオを経て2月11日にトラックに到着し、トラック島空襲が実施される直前の13日に同地出港、19日に呉に帰投した。
2月23日からは再び「電」と組んで軽空母「千代田」による輸送作戦の護衛にあたり、特設運送船（給油）「国洋丸」（国洋汽船、10,026トン）を加えて3月1日に横須賀を発ち、サイパン島、グアム、パラオ、バリクパパンと寄港。その途中の3月18日には、タウィタウィ近海でアメリカ潜水艦「ガンネル」 (USS Gunnel, SS-253) に発見されるが、「ガンネル」は9,000ヤードより距離を縮めることができず、逆に「電」と共同で爆雷を投下して「ガンネル」を追い払った。バリクパパンで燃料補給ののち、東進してパラオに向かう途中の3月22日に再び「ガンネル」に発見されるも、11,000ヤード離れて15ノットで航行されては、「ガンネル」にとっては手の尽くしようもなかった。3月27日にパラオを出港して再度バリクパパンに向かい、給油ののちダバオに向かった。その後は4月4日にダバオを出港して4月10日に呉に帰投。「電」とともに呉海軍工廠で4月10日から30日まで修理を行い、この時に二番砲塔を撤去し25ミリ単装機銃2基が増備された。また、この修理までに25ミリ連装機銃2基や二二号電探の装備も行われた。
5月3日、「電」とともにヒ61船団部隊に加入し、六連島沖を出撃。5月9日にマニラに到着後、3隻の特設運送船（給油）、「日栄丸」（日東汽船、10,021トン）と「建川丸」（川崎汽船、10,090トン）、「あづさ丸」（石原汽船、10,022トン）は第一機動艦隊（司令長官小沢治三郎中将）への補給任務のためマニラでヒ61船団から分離し、引き続き「電」とともに護衛にあたることとなった。5月11日にマニラを出港してバリクパパンに向かう。5月14日未明、「電」と艦の位置を交代した直後、北緯05度03分 東経119度36分 / 北緯5.050度 東経119.600度のシブツ海峡に差し掛かったところで「電」がアメリカ潜水艦「ボーンフィッシュ (USS Bonefish, SS-223) 」の雷撃により沈没した。「響」は電乗員や1952年（昭和27年）に「アリチアミン」を発見した藤原元典を含む第六駆逐隊関係者合わせて121名を救助。
1944年になり4月中旬に「雷」が沈没、5月中旬に「電」が沈没、「響」単艦となった第六駆逐隊は6月10日付で解隊された。
6月も引き続いて渾作戦や第一機動艦隊に関わる行動に参加し、6月8日、ダバオ港外でアメリカ潜水艦「ヘイク (USS Hake, SS-256) 」の雷撃で沈没した駆逐艦「風雲」の乗員救助に、僚艦（浜風、秋霜）などと出動、救助活動をおこなった。マリアナ沖海戦に際しては第一補給部隊に属し、6月14日にダバオを出撃。本艦をふくめ駆逐艦5隻で油槽船3隻（清洋丸、日栄丸、玄洋丸）を護衛する。6月15日午前2時40分、「白露」は船団内に迷い込み、「清洋丸」と衝突して爆沈した。
6月18日以降、「浜風」「時雨」「秋霜」が機動部隊本隊に合流し、代艦として駆逐艦「雪風」や特務艦「速吸」などが合流した。海戦第2日の6月20日に第58任務部隊（マーク・ミッチャー中将）の艦載機による空襲を受けて4名が戦死、6名が重傷を負った。海戦後、7月2日にマニラに入港。駆逐艦「藤波、夕凪」とともに特設運送艦「旭東丸」（飯野海運、10,051トン）から補給を受けたのち。7月10日に「速吸、旭東丸」と船団を組み、響以下の護衛でマニラを出港、サンベルナルジノ海峡および紀淡海峡経由で7月17日に呉に帰投した。
帰投直後から27日まで呉海軍工廠で25ミリ単装機銃12基と一三号電探の増備工事が行われる。7月26日付で敷設艦「白鷹」などとともに支那方面艦隊付属となり、8月1日にモ05船団を護衛して門司を出港する。この船団には、悲劇の主役として知られる陸軍徴傭船「対馬丸」（日本郵船、6,754トン）や、「対馬丸」と同じ船団に属した陸軍輸送船「和浦丸」（三菱汽船、6,804トン）と「暁空丸」（拿捕船、6,854トン）も加入しており、8月11日上海入港の間まで護衛にあたる。8月11日付で第一海上護衛隊の指揮下になる。門司に帰投後、駆逐艦3隻（響、若葉、初春）は、ミ15船団部隊に加わり8月19日に門司を出撃。8月25日に高雄に到着後、船団の編成替えによりミ15船団の護衛任務から外れた。

### 高雄沖の触雷
9月5日夜、駆逐艦「響、初春」はフィリピン防衛にあたる第八師団の兵員および軍需品を輸送するタマ25船団部隊として、高雄を出撃する。ところが、翌6日未明に船団部隊が琉球嶼近海に差し掛かったところで、輸送船「永治丸」（日本郵船、6,968トン）が触雷、船体が二つ折れとなって爆沈した。
各艦が生存者の救助作業をおこなう中、響は8時45分ごろに機雷に触れた。10名が戦死して一番砲塔直後の左舷部を大破、艦首は前方に向けて約25度垂れ下がった。また、触雷の衝撃で艦体全体にも少なからぬ損傷を受けた。高雄港へ避退し、そこで本艦と初春から永治丸生存者（陸軍兵含む）を下船させた。響は9月9日から左営にあり、一番砲塔撤去を含む応急修理が行われた。この損傷により、1944年10月のレイテ沖海戦や11月の多号作戦に参加することはなかった。なお第一海上護衛隊の戦時日誌では「機雷による」と記録しているが、「潜水艦の雷撃によるもの」という説がある。元技術少佐で艦艇研究家の福井静夫がこの説を支持しているほか、アメリカ側記録では同じ日の「ヘイク」の攻撃が結び付けられているが、攻撃状況や位置が大きく異なっている。
9月12日、第一海上護衛隊の指揮下を離れた。9月28日に馬公に後送されて引き続き応急修理が行わるが、入渠中にもしばしば対空戦闘を余儀なくされて戦死者を出す。11月3日にいたってさらに基隆に下がることとなって翌4日に馬公を出港、排水作業を行いながら北上し、5日に基隆に到着した。この基隆停泊中、天候不順により乗員に赤痢患者が発生した。そのような状況の中、ヒ72船団加入中に爆撃を受けて損傷し、速力11ノットしか出せなくなっていた特設運送船「護国丸」（大阪商船、10,438トン）の護衛を担当。11月7日に相前後して日本本土に向かうことになったが、艦内で赤痢がいっそう蔓延して、一刻も早く佐世保に急がなければならなくなる事態が訪れる。間もなく「護国丸」と別れて11月9日に佐世保に到着。呉を経由して11月16日に横須賀に帰投するも、ただちに磯子区長浜の検疫錨地に回航されて隔離された。一切の消毒を終えたあとの12月10日に横須賀に向けて回航された。
なお、単独航行となった「護国丸」はフィリピンへむかう第四航空戦隊および第三十一戦隊とすれ違った直後、11月10日未明に古志岐島近海を単独航行中、アメリカ潜水艦「バーブ」 (USS Barb, SS-220) の雷撃を受けて沈没した。

### 1945年
検疫終了後に横須賀で修理が行われ、1945年1月14日に横須賀に帰投した「潮」の一番砲塔を移設して1月20日ごろに終えた。呉に回航後、1月25日付で連合艦隊付属を解かれて第二艦隊（司令長官伊藤整一中将）第二水雷戦隊（司令官古村啓蔵少将）所属の第七駆逐隊に編入され、「回天」との共同訓練を含む諸訓練を行った。2月18日からは呉海軍工廠で整備が行われ、3月19日の呉軍港空襲を挟んで25ミリ単装機銃などの増備工事が行われる。一連の工事は3月26日の天一号作戦の発動で打ち切りとなり、3月28日の呉を出港して広島湾に移動、翌3月29日にいたり、戦艦「大和」（第二艦隊旗艦）の沖縄水上特攻作戦に加わることとなって、駆逐艦長福島栄吉中佐から乗員にも作戦の説明があった。
ところが、「大和」以下諸艦と共に三田尻沖に移動中の午前9時ごろ、周防灘姫島灯台の314度14.3海里地点を6ノットから9ノットで航行中に後檣直下付近に触雷して航行不能となる。響の発信では、午後5時28分に触雷して機関室に若干の浸水被害があり、自力航行不能となる。艦内の電源が切れて電探も破損し、僚艦「朝霜」に護衛されて呉に帰投することになったが、夕刻になって速力8ノットから9ノットの発揮が可能となり、自力で呉に向かった。30日、呉に到着した。被害は艦体全体にゆがみが生じ、特に重油タンクの破損による漏油は行動に支障ありと判定される。修理の指揮には、当時呉海軍工廠にいた福井静夫が担当した。
4月20日付で第二水雷戦隊は解隊。5月5日付で第7駆逐隊も解隊される。「響」は警備駆逐艦に指定され、同日付で編制された第一海上護衛艦隊第一〇五戦隊に編入された。5月16日に呉を出港し、5月26日に舞鶴へ到着した。その後6月26日に舞鶴を出港して七尾湾経由、7月1日に新潟港沼垂岸壁へ回航されて防空砲台となった。また、新潟近海にも投下された機雷の掃海に関する講習や訓練に従事し、乗員は疎開作業の手伝いなども行った。8月15日の終戦当日の早朝にもアメリカ軍機との戦闘で25ミリ機銃を発射し、水交社として借り上げていた旅館に宿泊中の福井が、その音を聞いて目を覚ましている。

### 終戦後
終戦後、9月1日に舞鶴に回航されて武装解除の上で復員輸送艦に指定され、復員輸送に従事する。復員輸送艦としては14回行動し、第1回は10月2日に舞鶴を発ってヤップ島に向かい、グアム経由で10月19日に浦賀に到着。この第1回目の航海では兵装はそのままであったが、航海終了後に石川島造船所で兵装の切断作業が行われた。以降、11月から1946年1月の2回目と3回目でトラック、1月の4回目でテニアン島、2月の5回目でパラオ、3月の6回目でラバウルに向かう。3月31日に大阪湾で触雷するも軽微な損害ですみ、三井造船玉造船所で修理が行われる。修理後は4月から5月の第7回で再度ラバウル、5月から6月の第8回でサンジャックおよびバンコクに向かったあと、7月の第9回から10月の第14回までは胡蘆島との間を往復した。

### 賠償艦として
復員輸送艦の任務を解かれたあとは特別保管艦として長浦港に係留され、抽選の結果、賠償艦としてソビエト連邦に引き渡されることとなった。1947年7月5日、ナホトカでソ連側に引き渡された。この時、残留乗員がソ連側乗員に対して各種操作法を指導したが、機関関係についてはソ連側乗員に蒸気タービンに関する知識が少なかったらしく、指導に対してただ驚くばかりで自分たちで動かそうともしなかった。
7月7日にはウラジオストクへ回航され、7月22日にはヴェールヌイ（Верный /ˈvʲernɨj/ ヴィェールヌィイ）と改称された。これは、「真実の、信頼できる」といった意味のロシア語の形容詞である。10月には引き渡された旧日本艦の調査が行われたが、居住性の悪さや復員輸送後に整備されなかった事による状態の悪さが問題となり、武装解除されていたことも相まって「ソ連軍艦として運用するには大掛かりな改造が必要である」と結論付けられた。しかしどの艦も技術資料は日本側によって処分されており、ソ連の造船技術者達の対応を悩ませた。
1947年11月、ソ連海軍は海軍第1研究所のザイツェフ中佐を団長とした旧日本艦の運用調査団を編成し、翌1948年6月、調査団の報告に基いてソ連海軍は艦艇配分を指示した。この際ヴェールヌイは第5艦隊（後に第7艦隊と統合して太平洋艦隊）に練習艦として配属される予定となった。7月5日には第一線を退き、練習船に種別を変更された。同時に、艦名もデカブリスト（Декабрист /dʲɪkɐˈbrʲist/ ヂカブリースト）に改められた。これは、ロシアにおける革命運動の端緒となった12月党の乱の参加者のことである。デカブリストを含め旧日本艦の多くは補助的な任務に当てられていたが、これは当時ソ連極東部にあった造船所の能力が低く、大規模な工事ができないためであった。ただし、有事には武装を強化して警備艦として運用する計画もあり、1949年1月にはソ連海軍総司令部作戦局により、旧日本艦の再兵装案が作成された。計画されたデカブリストの再兵装案は以下の通りである。
- B-13-2s型130mm単装砲4基
- V-11型37mm連装機銃2基
- 70K型37mm単装機銃2基
- 533mm3連装魚雷発射管1基
- BMB-2型爆雷投射機2基
- MBM-24型対潜ロケット発射機1機

しかし改造費用が多額になること、造船所の整備対応能力が欠けていたことから造船省の首脳部が旧日本艦の工事を拒否し、艦政局も本格的な改造を諦めて最低限の工事を施すことにした。この工事は新たに第5艦隊下へ編成された特務設計局の指示のもと、海軍傘下の造船所にて行われたが、整備能力は著しく下がることとなった。1949年末には後方組織が再編された際に何故か特務設計局が解体されてしまい、1950年末に再設置される事態も起こった。1951年からは造船省傘下の造船所も工事へ協力するようになったが、予算不足により旧日本艦の改造工事は捗らなかった。最終的に1952年には、予算不足と造船所の能力不足からデカブリストを練習艦へ改造することが諦められ、海軍航空部隊の標的曳航船として運用された。1953年2月20日には老朽化を理由に除籍。その後西側には長らく消息不明で除籍時に解体されたと思われていたが2010年代になってから1970年代に海軍航空隊の標的艦として処分、ウラジオストク沖のカラムジナ島岸に眠っていることが判明した。現在ではダイビングツアーも行われている。
なお、ヴェールヌイという艦名は第5艦隊に所属した30-bis型駆逐艦に受け継がれている。また、同じ艦名を持つ艦艇としては海上自衛隊の音響測定艦「ひびき」が挙げられる。但し、これは特型駆逐艦の名称を受け継いだというよりはその任務からの命名、および名所の響灘に由来する。

## 歴代艦長

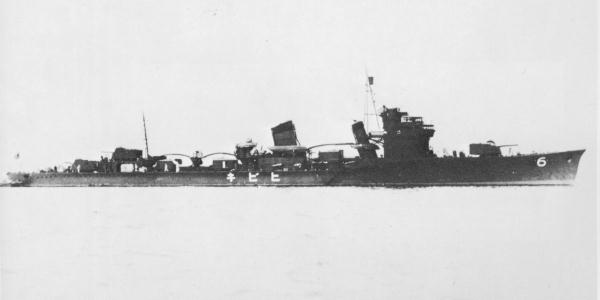
竣工時の「響」

※『艦長たちの軍艦史』290-291頁による。

### 艤装員長
1. 江口松郎 少佐：1932年11月15日 - 1933年1月30日[162]

### 艦長
1. 江口松郎 中佐：1933年1月30日 - 1934年8月1日[163]
2. 江戸兵太郎 中佐：1934年8月1日 - 1935年11月21日
3. 阪匡身 中佐：1935年11月21日 - 1936年12月1日
4. 井上良雄 少佐：1936年12月1日 - 1937年5月1日[164]
5. （兼）竹内虎四郎 少佐：1937年5月1日[164] - 1937年7月13日[165]
6. 柴勝男 少佐：1937年7月13日 - 1937年11月1日[166]
7. 溝畠定一 少佐：1937年11月1日 - 1938年12月1日[167]
8. 岡本次郎 少佐：1938年12月1日 - 1939年10月15日[168]
9. 岡三知夫 少佐：1939年10月15日 - 1940年10月15日[169]
10. 林利作 少佐：1940年10月15日 - 1941年9月25日[170]
11. 石井励 少佐：1941年9月25日 -
12. 工藤俊作 少佐：1942年8月13日 -
13. 森卓次 少佐：1942年12月10日 -
14. 福島栄吉 中佐：1943年11月25日 -
15. 薗田肇 少佐：1945年7月18日 -